# Olivier Noirot
Pour les articles homonymes, voir Noirot.
Olivier Noirot (né le 26 août 1969 à Bordeaux) est un athlète français spécialiste du 400 mètres.

## Carrière
Licencié à l'ASPTT Bordeaux, Olivier Noirot est le fils du coureur de demi-fond André Noirot et de la spécialiste du 400 mètres Monique Wideman, champions de France à plusieurs reprises dans les années 1950 et 1960. En 1989, il remporte son premier titre national sur 400 m en 46 s 29, puis s'impose l'année suivante sur la même distance avec le temps de 46 s 04. Il fait ses débuts sur la scène internationale à l'occasion des Championnats d'Europe 1990 de Split où il est éliminé en demi-finale de l'épreuve individuelle, et se classe septième du relais 4 × 400 m avec ses coéquipiers français.
Le 28 juillet 1991, Olivier Noirot établit un nouveau record de France du 400 m en 45 s 07 à l'occasion des Championnats de France de Dijon, améliorant de deux centièmes de secondes le temps d'Aldo Canti datant de 1984. Éliminé en demi-finale des Championnats du monde 1993, il participe aux séries du 4 × 400 m de ces mêmes championnats.
Le 11 octobre 1993, Olivier Noirot est grièvement blessé lors d'un accident de la route survenu à Gauriaguet, près de Bordeaux, souffrant notamment d'un éclatement de la rate. Le conducteur du véhicule, son père André Noirot, est tué sur le coup.

## Palmarès
- Record de France du 400 m en 1991 avec 45 s 07 (amélioré par Marc Raquil en 2001)
- Champion de France du 400 m en 1989, 1990 et 1991.
- Champion de France en salle du 400 m en 1990 et 1993.